# Michael Keller (Tontechniker)
Michael Keller (* in der zweiten Hälfte des 20. Jahrhunderts in München) ist ein deutsch-US-amerikanischer Tontechniker, der für die im März 2023 stattfindenden 95. Academy Awards eine Oscarnominierung erhalten hat.

## Biografisches
Keller, über dessen Ausbildung keine Erkenntnisse vorliegen, machte 1981 erstmals auf sich aufmerksam, als er an dem Anti-Kriegsfilm-Drama Das Boot im Sound-Department mitwirkte. Für seine Mitarbeit an Oliver Stones Footballfilm An jedem verdammten Sonntag von 1999 erhielt Keller seine erste Nominierung für eine Auszeichnung im Bereich „Beste Tonmischung“. Im darauffolgenden Jahr erfolgte eine weitere Nominierung für eine Auszeichnung für die Mitwirkung Kellers an dem biografischen Filmdrama Erin Brockovich mit Julia Roberts in der Titelrolle. Auch für die Comicverfilmung Hellboy – Die goldene Armee von 2008 und Inglourious Basterds von 2009 erfolgten Nominierungen für den Golden Reel Award bei den Motion Picture Sound Editors Awards. Der Katastrophenfilm 2012 – Das Ende der Welt von Roland Emmerich von 2009 ist ein weiteres Werk, an dem Keller mitwirkte und für das er gemeinsam mit Kollegen einen Satellite Award in der Kategorie „Bester Ton (Mischen und Bearbeiten)“ in Empfang nehmen konnte.
Auch Kellers weitere Arbeiten waren von Erfolg gekrönt und wurden für diverse Preise nominiert. So wurde er für den Science-Fiction-Film Die Tribute von Panem – The Hunger Games von 2012 für einen HPA Award nominiert, ebenso wie für den Action-Science-Fiction-Film Iron Man 3 von 2013, für den es zusätzlich eine Nominierung für den C.A.S. Award gab. Für Rob Marshalls Märchenfilm Into the Woods von 2014 gab es Nominierungen für den Gold Derby Film Award, den INOCA Award und den Satellite Award. Batman v Superman: Dawn of Justice ist eine Action-Comicverfilmung von 2016, an der Keller ebenfalls mitwirkte und für einen Preis nominiert wurde. Erfolgreich war auch der biografische Katastrophenfilm Deepwater Horizon von 2016, an dem Keller mitwirkte und für zwei Auszeichnungen nominiert war. Beteiligt war Keller auch an dem 2016 erschienenen Actionfilm Suicide Squad von David Ayer. Für die Comicverfilmung Shazam! (2019) und den Horrorfilm Es Kapitel 2 (2019) gab es ebenfalls Nominierungen für einen Preis in der Kategorie „Bester Ton“.
Für den Animations-Fantasyfilm Space Jam: A New Legacy von 2021 wurde Keller mit einem HPA Award in der Kategorie „Bester Ton“ ausgezeichnet. Für Baz Luhrmanns Filmbiografie über Elvis Presley mit Austin Butler in der Titelrolle und Tom Hanks als Elvis’ Manager „Colonel“ Tom Parker, die für acht Oscars nominiert war, schlugen bei Michael Keller 14 Nominierungen zu Buche, darunter auch die für einen Oscar sowie eine Nominierung für den BAFTA Award. Den AACTA Award der Australian Academy of Cinema and Television Arts für den Film Elvis ging in der Kategorie „Bester Ton in einem Film“ bereits an Keller.
Michael Keller ist in der Internet Movie Database mit über 120 Filmen gelistet.

## Filmografie (Auswahl)
- 1981: Das Boot
- 1991: Mission Adler – Der starke Arm der Götter (飛鷹計劃 Fei ying gai wak)
- 1993: Angst. Tor zur Freiheit (Dokumentarfilm)
- 1995: Congo – Wo der Mensch zur bedrohten Art wird
- 1995: The Fifteen Minute Hamlet (Kurzfilm)
- 1996: Fled – Flucht nach Plan
- 1997: City of Industry (alternativ City of Crime)
- 1997: Bombenattentat auf das World Trad Center (Fernsehfilm)
- 1997: Kansas Nights (The Locusts)
- 1997: Scharfe Täuschung (Deceiver/Liar)
- 1997: Cypher (Double Tap)
- 1997: Flubber
- 1998: Der Mann in der eisernen Maske (The Man in the Iron Mask)
- 1998: Liebe per Express (Overnight Delivery)
- 1998: Leslie Nielsen ist sehr verdächtig (Wrongfully Accused)
- 1998: Cascadeur – Die Jagd nach dem Bernsteinzimmer
- 1998: Hinter dem Horizont (What Dreams May Come)
- 1998: Der Prinz von Ägypten (The Prince of Egypt)
- 1999: Corruptor – Im Zeichen der Korruption (The Corruptor)
- 1999: Carrie 2 – Die Rache (The Rage: Carrie 2)
- 1999: Election
- 1999: Tarzan
- 1999: Rileys letzte Schlacht (One Man’s Hero)
- 1999: An jedem verdammten Sonntag (Any Given Sunday)
- 2000: Supernova
- 2000: Den Einen oder Keinen (Down to You)
- 2000: Erin Brockovich
- 2000: Boys, Girls & a Kiss (Boys and Girls)
- 2000: The 6th Day
- 2000: Joseph – König der Träume (Joseph: King of Dreams)
- 2001: Crime is King (3000 Miles to Graceland)
- 2001: Blow
- 2001: Stadt, Land, Kuss (Town & Country)
- 2001: Jimmy Neutron – Der mutige Erfinder (Jimmy Neutron: Boy Genius)
- 2001: Knockaround Guys
- 2001: Weil es Dich gibt (Serendipity)
- 2001: Lover’s Prayer (All Forgotten)
- 2001: Ritter Jamal – Eine schwarze Komödie (Black Knight)
- 2002: D-Tox – Im Auge der Angst (D-Tox Eye See You)
- 2002: Nix wie raus aus Orange County (Orange County)
- 2002: Wir waren Helden (We Were Soldiers)
- 2002: Blade II
- 2002: Meister der Verwandlung (The Master of Disguise)
- 2002: Abenteuer der Familie Stachelbeere (The Wild Thornberrys Movie)
- 2002: Below
- 2003: Final Destination 2
- 2003: Die Rugrats auf Achse (Rugrats Go Wild)
- 2003: Open Range – Weites Land
- 2003: Freddy vs. Jason
- 2003: Fighting Temptations (The Fighting Temptations)
- 2003: Das Urteil – Jeder ist käuflich (Runaway Jury)
- 2004: Van Helsing
- 2004: De-Lovely – Die Cole Porter Story (De-Lovely)
- 2004: Riddick: Chroniken eines Kriegers (The Chronicles of Riddick)
- 2004: Final Call – Wenn er auflegt, muss sie sterben (Cellular)
- 2004: Darf ich bitten? (Shall We Dance?)
- 2004: Der SpongeBob Schwammkopf Film (The SpongeBob SquarePants Movie)
- 2005: Happy Endings
- 2005: Die Dolmetscherin (The Interpreter)
- 2005: Eine für 4 (The Sisterhood of the Traveling Pants)
- 2005: Das schnelle Geld (Two for the Money)
- 2006: Annapolis – Kampf um Anerkennung (Annapolis)
- 2006: Antarctica – Gefangen im Eis (Eight Below)
- 2006: World Trade Center
- 2006: Schweinchen Wilbur und seine Freunde (Charlotte’s Web)
- 2007: Freedom Writers
- 2007: Grindhouse
- 2007: Next
- 2007: Death Proof – Todsicher (Grindhouse: Death Proof)
- 2007: Machtlos (Rendition)
- 2008: Hell Ride
- 2008: Sex and the City – Der Film (Sex and the City: The Movie)
- 2008: Hellboy – Die goldene Armee (Hellboy II: The Golden Army)
- 2008: Das Gesetz der Ehre (Pride and Glory)
- 2008: W. – Ein missverstandenes Leben (W.)
- 2009: 17 Again – Back to High School (17 Again)
- 2009: Inglourious Basterds
- 2009: Dance Flick – Der allerletzte Tanzfilm (Dance Flick)
- 2009: 2012
- 2009: Alvin und die Chipmunks 2 (Alvin and the Chipmunks: The Squeakquel)
- 2010: Wall Street: Geld schläft nicht (Wall Street: Money Never Sleeps)
- 2010: Sex and the City 2
- 2010: Die etwas anderen Cops (The Other Guys)
- 2010: Bunraku
- 2010: Skyline
- 2011: Green Lantern
- 2011: Jock – Ein Held auf 4 Pfoten (Jock the Hero Dog)
- 2011: Atemlos – Gefährliche Wahrheit (Abduction)
- 2011: Darkest Hour (The Darkest Hour)
- 2012: Die Tribute von Panem – The Hunger Games
- 2012: Savages
- 2013: Iron Man 3
- 2014: 300: Rise of an Empire
- 2014: Die Bestimmung – Divergent
- 2014: Into the Woods
- 2014: Seventh Son
- 2015: Im Rausch der Sterne (Burnt)
- 2016: Gods of Egypt
- 2016: Batman v Superman: Dawn of Justice
- 2016: Warcraft: The Beginning
- 2016: Suicide Squad
- 2016: Deepwater Horizon
- 2016: Boston (Patriots Day)
- 2017: Es (It)
- 2017: Justice League
- 2018: Mary Poppins’ Rückkehr (Mary Poppins Returns)
- 2019: Shazam!
- 2019: Godzilla II: King of the Monsters (Godzilla: King of the Monsters)
- 2019: Es Kapitel 2 (It Chapter Two)
- 2020: Scooby! Voll verwedelt (Scoob!)
- 2020: Hexen hexen (The Witches)
- 2021: Zack Snyder’s Justice League
- 2021: Space Jam: A New Legacy
- 2022: Lars Eidinger – Sein oder nicht sein (Dokumentarfilm)
- 2022: Elvis
- 2022: Das Seeungeheuer (The Sea Beast)
- 2022: Black Adam
- 2023: The Flash

## Auszeichnungen
Cinema Audio Society (gemeinsam mit Patrick Cyccone Jr., Tom Fleischman und Peter J. Devlin)
- 2000: nominiert für den C.A.S. Award für und mit dem Film An jedem verdammten Sonntag in der Kategorie „Beste Tonmischung in einem Spielfilm“

Motion Picture Sound Editors (gemeinsam mit Wylie Stateman, Harry Cohen, Ann Scibelli; Jeffrey Wilhoit, James Moriana, Paul Aulicino, Hector C. Gika, Craig S. Jaeger, Dror Mohar und Branden Spencer)
- 2000: nominiert für den Golden Reel Award für und mit dem Film Erin Brockovich in der Kategorie „Beste Tonbearbeitung, Soundeffekte und Geräusche in einem Spielfilm“
- 2008: nominiert für den Golden Reel Award für und mit Hellboy – Die goldene Armee in der Kategorie „Beste Tonbearbeitung, Soundeffekte und Geräusche in einem Spielfilm“
- 2010: nominiert für den Golden Reel Award für und mit Inglourious Basterds in der Kategorie „Beste Tonbearbeitung – Soundeffekte und Geräusche in einem Spielfilm“

Satellite Awards (gemeinsam mit Paul Ottosson, Michael McGee, Rick Kline und Jeffrey J. Haboush)
- 2009: Gewinner des Satellite Award für und mit dem Film 2012 in der Kategorie „Bester Ton (Mischen und Bearbeiten)“

Hollywood Post Alliance (gemeinsam mit Mike Prestwood Smith, Lon Bender, Bill R. Dean, Kris Fenske, Glynna Grimala sowie Mark P. Stoeckinger, Andrew DeCristofaro)
- 2012: nominiert für den HPA Award für und mit The Hunger Games in der Kategorie „Bester Sound in einem Spielfilm“
- 2013: nominiert für den HPA Award für und mit Iron Man Three in der Kategorie „Bester Sound in einem Spielfilm“

Cinema Audio Society (gemeinsam mit José Antonio García, Mike Prestwood Smith, Joel Iwataki, Greg Steele und James Ashwill)
- 2014: nominiert für den C.A.S. Award für und mit Iron Man Three in der Kategorie „Beste Tonmischung für einen Kinodfilm“

Gold Derby Awards (gemeinsam mit John Casali, Blake Leyh, Mike Prestwood Smith und Renée Tondelli)
- 2015: nominiert für den Gold Derby Film Award für und mit Into the Woods in der Kategorie „Bester Ton“

International Online Cinema Awards (INOCA) (gemeinsam mit Mike Prestwood Smith und John Casali)
- 2015: nominiert für den INOCA für und mit Into the Woods in der Kategorie „Beste Tonmischung“

Satellite Awards (gemeinsam mit BlakeLeyh, John Casali, Mike Prestwood Smith und Renée Tondelli)
- 2015: nominiert für den Satellite Award für und mit Into the Woods in der Kategorie „Bester – Schnitt & Mischung“

Hollywood Professional Association Awards (gemeinsam mit Scott Hecker und Chris Jenkins)
- 2016: nominiert für den HPA Award für und mit Batman v Superman: Dawn of Justice in der Kategorie „Bester Ton in einem Spielfilm“

Awards Circuit Community Awards (gemeinsam mit Ron Bartlett, Dror Mohar, Mike Prestwood Smith, Wylie Stademan und Renée Tondelli)
- 2016: nominiert für den ACCA für und mit Deepwater Horizon in der Kategorie „Beste Tonleistung“

Gold Derby Awards (gemeinsam mit Dror Mohar, Ron Bartlett, Eric Hoehn, Mike Prestwood Smith, David Wyman, Wylie Stateman, Renée Tondelli)
- 2017: nominiert für den Gold Derby Film Award für und mit Deepwater Horizon in der Kategorie „Bester Ton“

Hollywood Professional Association Awards (gemeinsam mit Kevin O’Connell, Bill R. Dean, Erick Ocampo und Kelly Oxford sowie Nancy Nugent, Tim LeBlanc und Randy Torres sowie Erik Aadahl, Ethan Van der Ryn und Malte Bieler sowie Jamieson Shaw)
- 2019: nominiert für den HPA Award für und mit Shazam! in der Kategorie „Bester Ton“
- 2020: nominiert für den HPA Award für und mit Es Kapitel 2 in der Kategorie „Bester Ton“
- 2021: Gewinner des HPA Award für und mit Space Jam: A New Legacy in der Kategorie „Bester Ton“
- 2022: nominiert für den HPA Award für und mit dem Film Elvis

Australian Academy of Cinema and Television Arts (AACTA) Awards (gemeinsam mit David Lee, Wayne Pashley und Andy Nelson)
- 2022: Gewinner des AACTA Award für und mit dem Film Elvis in der Kategorie „Bester Ton in einem Film“

Cinema Audio Society (gemeinsam mit David Lee, Andy Nelson, Wayne Pashley, Geoff Foster, Tami Treadwell und Amy Barber)
- 2023: nominiert für den C.A.S. Award für und mit dem Film Elvis in der Kategorie „Beste Tonmischung für einen Kinofilm“

CinEuphoria Awards (gemeinsam mit David Lee, Wayne Pashley und Andy Nelson)
- 2023: nominiert für den CinEuphoria für und mit dem Film Elvis in der Kategorie „Bester Ton/Beste Toneffekte“

DiscussingFilm Critics Awards (gemeinsam mit David Lee, Wayne Pashley und Andy Nelson)
- 2023: nominiert für den Jury Award für und mit dem Film Elvis in der Kategorie „Bester Ton“

Hawaii Film Critics Society (gemeinsam mit David Lee, Wayne Pashley und Andy Nelson)
- 2023: nominiert für den HFCS Award für und mit dem Film Elvis in der Kategorie „Bester Ton“

Hollywood Critics Association Creative Arts Awards (gemeinsam mit David Lee, Wayne Pashley und Andy Nelson)
- 2023: nominiert für den HCA Award für und mit dem Film Elvis in der Kategorie „Bester Ton“

Latino Entertainment Journalists Association Film Awards (gemeinsam mit David Lee, Wayne Pashley und Andy Nelson)
- 2023: nominiert für den LEJA Award für und mit dem Film Elvis in der Kategorie „Bestes Sounddesign“

Minnesota Film Critics Alliance Awards (gemeinsam mit David Lee, Wayne Pashley und Andy Nelson)
- 2023: nominiert für den MNFCA Award für und mit dem Film Elvis in der Kategorie „Beste Tonarbeit“

Music City Film Critics’ Association Awards (gemeinsam mit David Lee, Wayne Pashley und Andy Nelson)
- 2023: nominiert für den MCFCA Award für und mit dem Film Elvis in der Kategorie „Bester Ton“

Portland Critics Association Awards (gemeinsam mit David Lee, Wayne Pashley und Andy Nelson)
- 2023: nominiert für den PCA Award für und mit dem Film Elvis in der Kategorie „Bestes Sounddesign“

Satellite Awards (gemeinsam mit David Lee, Wayne Pashley und Andy Nelson)
- 2023: nominiert für den Satellite Award für und mit dem Film Elvis in der Kategorie „Bester Ton (Bearbeitung und Mischung)“

BAFTA Awards (gemeinsam mit David Lee, Andy Nelson und Wayne Pashley)
- 2023: nominiert für den BAFTA Film Award für und mit dem Film Elvis in der Kategorie „Bester Ton“

Academy Awards (gemeinsam mit David Lee, Wayne Pashley und Andy Nelson)
- 2023 nominiert für den Oscar für und mit dem Film Elvis in der Kategorie „Bester Ton“